# The Binding of Isaac: Rebirth
The Binding of Isaac: Rebirth – remake gry komputerowej The Binding of Isaac. Została wydana w listopadzie 2014 roku na komputery osobiste, PlayStation 4 i PlayStation Vita, dzięki współpracy twórców: Edmunda McMillena i Floriana Himsla oraz studia Nicalis. Od lipca 2015 roku produkcję można uruchomić także na Xbox One, New Nintendo 3DS oraz Wii U. W przeciwieństwie do pierwszej odsłony gry zrezygnowano z Adobe Flasha na rzecz nowego silnika, co dawało deweloperom więcej możliwości.

## Fabuła
Fabuła gry nawiązuje do biblijnej opowieści Akeda, mówiącej o Abrahamie i próbie jakiej poddał go Bóg. Gra opowiada historię małego Isaaca mieszkającego z mamą w domku na wzgórzu. Pewnego dnia matka słyszy głos z nieba, który dwukrotnie nakazuje jej chronić syna przed złem świata. W tym celu wszystkie zabawki i ubrania chłopca zostają wyrzucone. Gdy głos przemawia po raz trzeci, żąda ofiary składającej się z dziecka. Mały Isaac aby uniknąć śmierci schodzi do piwnicy, gdzie czekają na niego liczne niebezpieczeństwa.

## Rozgrywka
Model rozgrywki pozostał niezmienny w stosunku do podstawowej wersji gry. Gracz porusza się między pokojami, dążąc do walki z bossem w celu przejścia do kolejnego poziomu piwnicy. Specjalne komnaty, walki z bossami, liczne skrzynie oraz wysadzanie elementów otoczenia dają możliwość zdobycia przedmiotów wpływających na statystyki i wygląd postaci. Postępy w grze odblokowują nowe przedmioty, bohaterów oraz zakończenia historii.